# Schwechat
Schwechat – miasto w północno-wschodniej Austrii, w kraju związkowym Dolna Austria, w powiecie Bruck an der Leitha, leży w pobliżu Dunaju. Liczy 17 032 mieszkańców (1 stycznia 2014). Do 31 grudnia 2016 należało do powiatu Wien-Umgebung.
Po bitwie pod Wiedniem w 1683 r. w rejonie Schwechat rozbiły swój obóz zwycięskie wojska polskie Jana III Sobieskiego. Tu też 15 września miało miejsce spotkanie Sobieskiego z cesarzem Leopoldem.
W pobliżu miasta znajduje się międzynarodowy port lotniczy Wiedeń-Schwechat. W 1983 roku odbyły się tutaj lekkoatletyczne mistrzostwa Europy Juniorów.
W mieście rozwinął się przemysł metalowy, elektrotechniczny oraz spożywczy.

## Współpraca
Miejscowości partnerskie:
- Alanya, Turcja
- Burghausen, Niemcy
- Enfield, Wielka Brytania
- Gladbeck, Niemcy
- Skalica, Słowacja
- Wandlitz, Niemcy